# Camicia Nera
«Каміча Нера» (італ. Camicia Nera) — військовий корабель, ескадрений міноносець 1-ї серії типу «Сольдаті» Королівських ВМС Італії за часів Другої світової війни та радянського ВМФ у післявоєнний час.

## Історія створення
«Каміча Нера» закладений 21 січня 1937 року на верфі компанії Odero-Terni-Orlando в Ліворно. 30 червня 1938 увійшов до складу Королівських ВМС Італії.

## Історія служби
Негайно після введення до строю есмінець узяв участь у двох місіях під час громадянської війни в Іспанії. У травні 1939 року брав участь у військово-морському параді в Неаполі на честь візиту принца Югославії Павла, регента Королівства Югославії.
На час вступу Італії у Другу світову війну «Каміча Нера» перебував у складі XI ескадри есмінців, разом з однотипними «Артільєре», «Дженьєре» та «Ав'єре».
Есмінець брав активну участь у битвах Другої світової війни на Середземноморському театрі дій, бився у бою біля Калабрії, під час нападу британського флоту на Геную та Спецію, у першій битві у затоці Сидра та бою біля Скеркі-Бенк, супроводжував власні та переслідував ворожі конвої транспортних суден.
30 липня 1943 року, після повалення фашистського режиму та капітуляції Італії, перейменований на «Артільєре», на честь однотипного загиблого есмінця, що затонув у битві біля мису Пассеро.
Після проголошення перемир'я корабель відплив з порту Ла-Спеції з рештою італійського флоту (лінкори «Італія», «Вітторіо Венето», «Рим»; легкі крейсери «Джузеппе Гарібальді», «Аттіліо Реголо», Дука дельї Абруцці», «Еудженіо ді Савойя», «Емануеле д'Аоста», «Раймондо Монтекукколі», есмінці «Веліте», «Фучільере», «Мітральере», «Карабіньєре», «Леджонаріо», «Альфредо Оріані» та «Грекале») на Мальту, де 11 вересня у Марсашлокк кораблі здалися союзникам. 14 вересня «Артільєре» відплив з частиною італійського флоту до Александрії.
Наприкінці 1948 року визначений одним з бойових кораблів італійського флоту, що мали бути за умовами Паризького мирного договору передані як військові репарації до ВМФ СРСР. 21 січня 1949 прибув до Одеси, 23 січня 1949 року прийнятий радянським екіпажем від Італії і 24 лютого 1949 року включений до складу Чорноморського флоту.
30 листопада 1954 року виведений з бойового складу, роззброєний і переформований спочатку на корабель-мішень і 17 жовтня 1955 року на корабель повітряного спостереження, а 27 березня 1960 року виключений зі списків суден ВМФ у зв'язку з передачею до відділу фондового майна для переробки на метал.